# ساری‌اوزن (حوضه ساری‌سو)
ساری‌اوزن (قزاقی: Сарыөзен) یک رودخانه در استان اولیتاو کشور قزاقستان است.